# Łaziska (powiat staszowski)
Łaziska (dawn. Łaziska Grocholskie)  – wieś sołecka w Polsce położona w województwie świętokrzyskim, w powiecie staszowskim, w gminie Staszów.
W latach 1975–1998 miejscowość należała administracyjnie do województwa tarnobrzeskiego.

## Współczesne części wsi
Poniżej w tabeli 1 integralne części wsi Łaziska (0807470) z aktualnie przypisanym im numerem SIMC (zgodnym z Systemem Identyfikatorów i Nazw Miejscowości) z katalogu TERYT (Krajowego Rejestru Urzędowego Podziału Terytorialnego Kraju).
| SIMC    | Nazwa         | Rodzaj  |
| ------- | ------------- | ------- |
| 0807487 | Wólka Łaziska | kolonia |

## Dawne części wsi – obiekty fizjograficzne
W latach 70. XX wieku przyporządkowano i opracowano spis lokalnych części integralnych dla Łazisk zawarty w tabeli 2.

| Nazwa wsi — miasta  | Nazwy części wsi — miasta | Nazwy obiektów fizjograficznych — charakter obiektu                 |
| ------------------- | ------------------------- | ------------------------------------------------------------------- |
| I. Gromada WIŚNIOWA |                           |                                                                     |
| 1. Łaziska          | 1. Turska Wola            | 1. Choiny — las 2. Koplówka — łąka, pole 3. Pod Grocholskiem — pole |

## Historia
W wieku XIX opisano: Łaziska Grocholickie wieś i folwark, Łaziska Szczegielskie wieś, Folwark Łaziska - Wólka, wsie włościańskie w powiecie sandomierskim, gminie WIśniowa, parafii Bogoria.

Łaziska Grocholickie miały 14 domów, 110 mieszkańców, 140 mórg ziemi dwors. i 74 mórg włość. Łaziska Szczeglickie 109 mórg dworskich i 4 włościańskich, 4 domy, 12 mieszkańców Łaziska Wólka 9 domów, 95 mieszkańców, 96 mórg